# Carex barbarae
Espèce
Classification phylogénétique
Carex barbarae est une espèce de plantes du genre Carex et de la famille des Cyperaceae.